# Giannis Athanasopoulos
Giannis Athanasopoulos (* 24. August 1978 in Athen) ist ein griechischer Volleyball-Trainer.

## Karriere
Athanasopoulos spielte von 2008 bis 2011 bei Panionios Athen aktiv Volleyball. Von 2011 bis 2013 war er Co-Trainer der Frauen vom Olympiakos Piräus, mit denen er die griechische Meisterschaft gewann. Ab 2013 war Athanasopoulos Co-Trainer beim Frauen-Bundesligisten Allianz MTV Stuttgart. Als Assistent von Guillermo Naranjo Hernández wurde er 2015, 2016 und 2017 Vizemeister und gewann 2015 und 2017 den DVV-Pokal. 2017 wurde Athanasopoulos Cheftrainer in Stuttgart und erreichte 2018 erneut die Vizemeisterschaft. 2019 konnte er für Allianz MTV Stuttgart erstmals den deutschen Meistertitel gewinnen. Seit Mai 2019 ist Athanasopoulos auch Nationaltrainer von Tschechien. Nach dem Ausscheiden im Halbfinale des DVV-Pokals trennten sich Allianz MTV Stuttgart und Athanasopoulos im November 2020.